# International Center for Transitional Justice
Das International Center for Transitional Justice (ICTJ) wurde 2001 gegründet. Es ist eine Non-Profit-Organisation mit dem Ziel, den Staaten Hilfestellung zu leisten, die Prozesse, Praktiken und Organisationsformen im Rahmen der Transitional Justice  einleiten oder durchführen und zur Erforschung dieser  Prozesse, Praktiken und Organisationsformen.

## Aufgaben des ICTJ
Hauptaufgaben des ICTJ sind:
- Beratung staatlicher Institutionen und politische Entscheidungsträger auf lokaler, nationaler und internationaler Ebene,[4]
- Zusammenarbeit mit Opfergruppen und NGO, Menschenrechtsaktivisten, Frauenorganisationen und anderen,[5]
- Forschung, Recherche, Analyse, Berichterstattung zu Transitional Justice weltweit.[6]

### Abgrenzung zu anderen NGOs
Die Hauptaufgabe von Menschenrechtsorganisationen sind die Dokumentation und das Lobbying gegen Menschenrechtsverletzungen.
Das ICJT hingegen widmet sich aktiv der Unterstützung des Übergangsprozesse (Transitional Justice) nach erfolgten Verletzungen z. B. von Menschenrechten.

### Publikationen
Zur Dokumentation und Information werden vom ICJT verschiedenste Publikationen bereitgestellt.
Jahresberichte und Geschäftsberichte des ICJT sind online abrufbar (seit 2001).

## Gründer und Mitarbeiter
- Alex Boraine, Co-Gründer und erster Präsident der ICTJ
- Pablo de Greiff, Leiter der Forschung (und ab 2012 UN-Sonderberichterstatter)
- Priscilla Hayner, Co-Gründer von ICTJ und ehemalige Direktorin der Sierra Leone, Peru, Ghana und Programme
- Ian Martin, Vizepräsident des ICTJ
- Juan Ernesto Méndez, ehemaliger Präsident des ICTJ[7]
- David Tolbert, ehemaliger Präsident des ICTJ
- Paul van Zyl, Co-Gründer von ICTJ[8] und CEO von PeaceVentures